# Långdalsgölens naturreservat
Långdalsgölens naturreservat är ett naturreservat i Åtvidabergs kommun i Östergötlands län.
Området är naturskyddat sedan 2021 och är 65 hektar stort. Reservatet ligger sydost om Björsäter och nordost om sjön Risten och består av granskog, hällmarker bevuxna med gamla tallar samt betad hagmark och en lövdunge